# Charles-Louis Müller

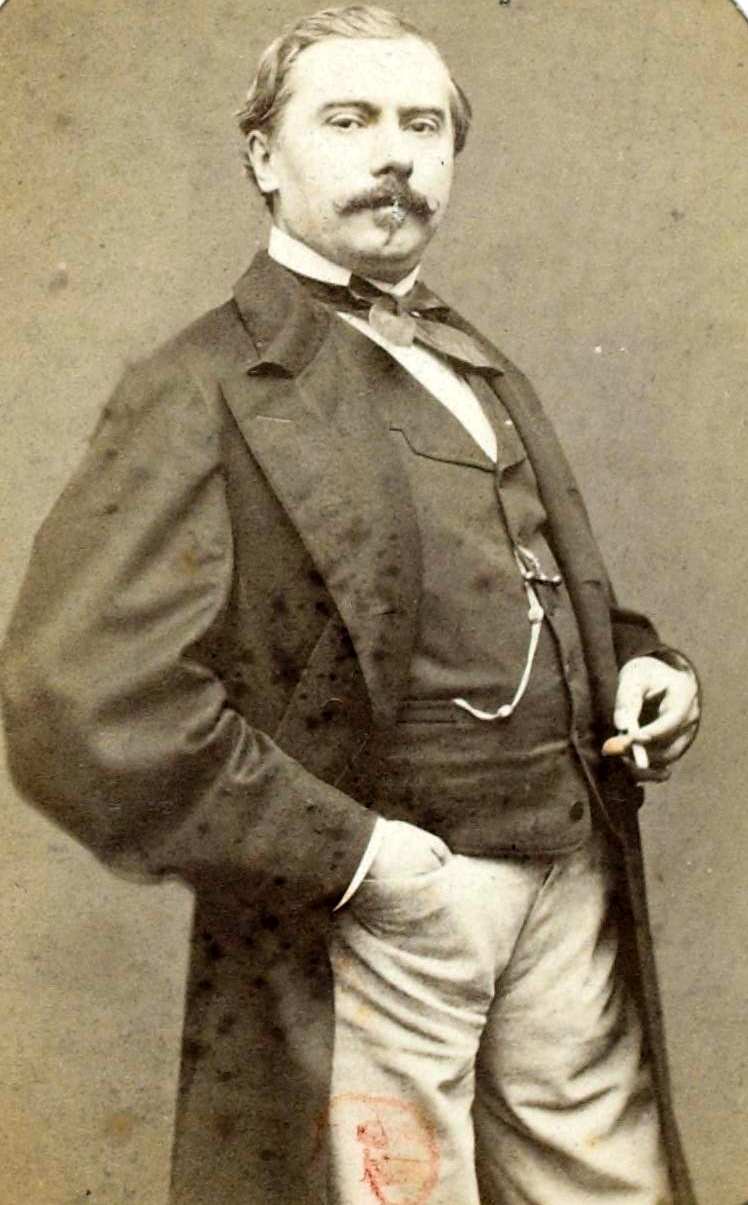
Charles Louis Müller.

Charles-Louis Lucien Müller, född den 28 december 1815 i Paris, död där den 9 januari 1892, var en fransk målare.
Müller studerade för Gros och Cogniet och valde gärna upprörande ämnen, som han klädde i en behaglig, något teatralisk form. Han gjorde lycka 1841 genom Heliogabalus, som åker i triumftåg genom Rom, dragen av nakna kvinnor, samt ännu mera genom Skräckregeringens sista offer (1859, Versailles). Av hans övriga verk bör nämnas Marie Antoinette i Trianon och Marie Antoinette som fånge (1861), André Chénier i fängelse (1867) och Kung Lears vansinne (1875).